# Астрагал пухирчастий
Астрагал пухирчастий (Astragalus vesicarius) — вид рослин з родини бобові (Fabaceae), поширений у південній і середній Європі від Іспанії до України.

## Опис
Багаторічна трав'яниста рослина з деревним гіллястим кореневищем. Стебло заввишки до 25 см, висхідне, нерозгалужене. Листки непарно-пір'ясті, 5–9 см завдовжки. Квітки завдовжки 2–2.5 см. Чашечки яйцеподібні, лилові, пухнасті після цвітіння. Фіолетовий віночок, човник, іноді крила білясті. Стручки до 1.5 см завдовжки, біло-волосисті.

## Поширення
Поширений у південній і середній Європі від Іспанії до України.